# Associação Desportiva Centro Olímpico
L'Associação Desportiva Centro Olímpico, meglio conosciuta come Centro Olímpico o con la sigla ADECO, è una società polisportiva brasiliana con sede a San Paolo, nei bairro (quartiere) Vila Clementino, attiva in numerosi sport individuali e di squadra tra i quali i più titolati sono atletica leggera, calcio femminile, judo e pallavolo.